# Matthias Raue

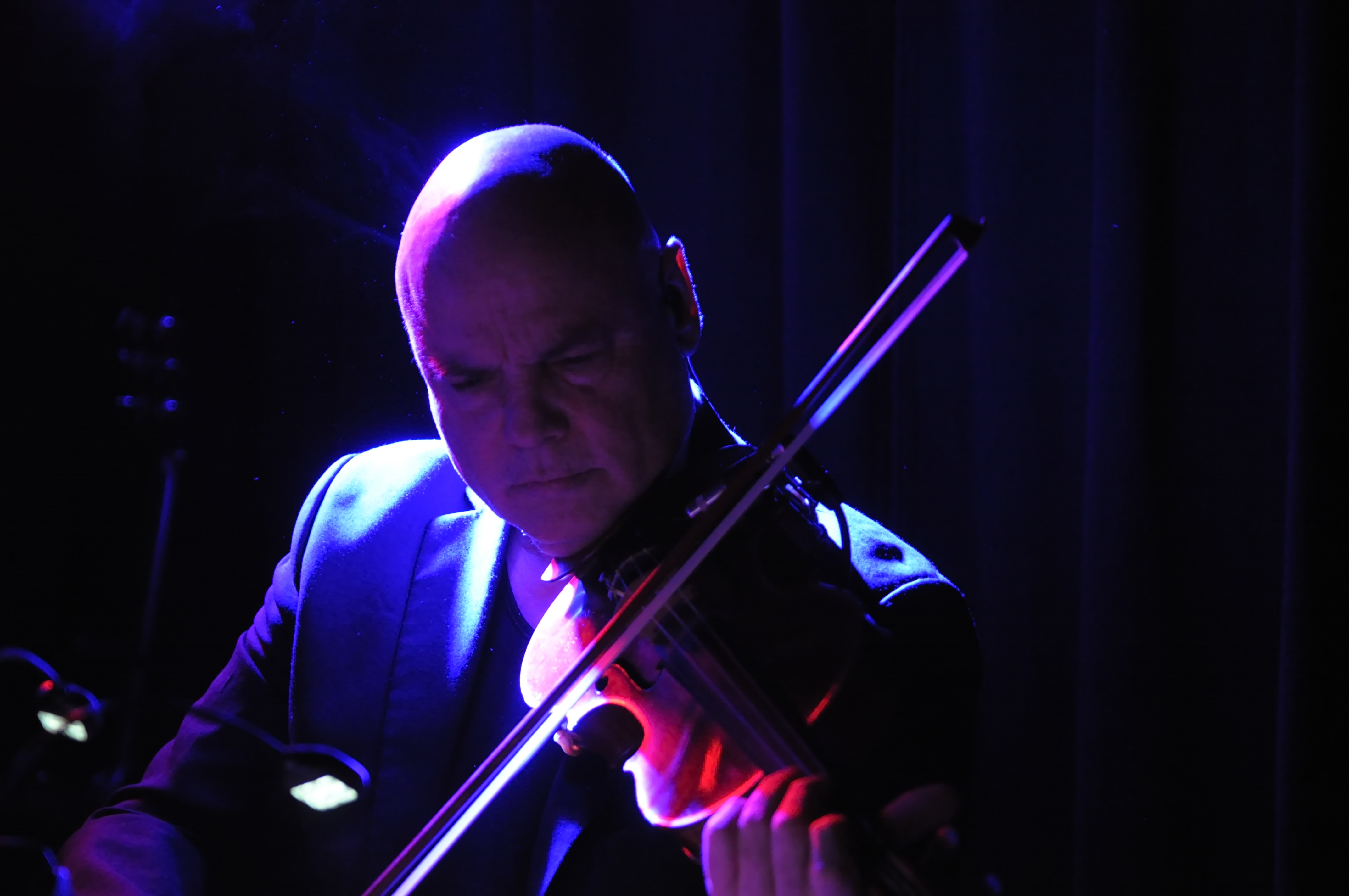
Matthias Raue als Mitglied von Die Kammer in Wuppertal 2014

Matthias Raue (* 27. August 1952 in Frankfurt am Main) ist ein deutscher Komponist, Musiker und Hochschulprofessor.

## Leben
Raue studierte Schulmusik an der Hochschule für Musik und Darstellende Kunst in Frankfurt am Main und weitere vier Jahre in an der Hochschule für Künste (heutige Universität der Künste) in Berlin bei Isang Yun Komposition. Neben Kompositionen für das Fernsehen (Löwenzahn, Flußfahrt mit Huhn) hat Raue Theatermusiken für das TAT Frankfurt und Ballettmusik für die Stadttheater Würzburg, Darmstadt, Mannheim, Alte Oper Frankfurt und ein Musical (aufgeführt im Ohio Theatre in Manhattan, New York, und im Staatstheater Stuttgart) geschrieben.
Raue ist Produzent, Arrangeur und Komponist. Zusammen mit Ulla Meinecke, Klaus Hoffmann oder Konrad Beikircher ging er  als Musiker auf Tournee. In seinem kompositorischen Spektrum, das von einfachen Songs bis zur Avantgardemusik reicht, überschreitet er die Grenzen zwischen den einzelnen Sparten. Raue lebte einige Jahre in New York, wo er auch heute noch eine Dependance hat. 1982 gründete er den Musikverlag Tanit und ein Musikstudio Gutleut in Frankfurt am Main. Er unterrichtet an der Filmakademie Baden-Württemberg in Ludwigsburg Filmkomposition. 2008 wurde er dort zum Professor berufen.
Viele der Filmmusiken sind in Zusammenarbeit mit dem Komponisten Martin Cyrus entstanden. Die bekannteste seiner Kompositionen ist die Titelmusik für die Fernsehserie Löwenzahn. Seit der ersten Zusammenarbeit bei Jerusalem, Jerusalem 1977 ist Matthias Raue für die Filmmusik der Filme von Berengar Pfahl zuständig.
Seit dem 14. Juni 2014 ist Raue Mitglied der Akustikband Die Kammer.
Raue ist mit Pernilla Raue verheiratet. Er lebt und arbeitet in Frankfurt am Main und Bern.

## Filmografie
- 1977: Jerusalem, Jerusalem
- 1980: Löwenzahn
- 1981: Komm doch mit nach Monte Carlo
- 1982: Schnitzeljagd
- 1984: Flußfahrt mit Huhn
- 1985: Küken für Kairo
- 1986: Jimmy Allegretto
- 1986: Die Brücke am schwarzen Fluß
- 1988: Aquaplaning
- 1988: Der Sommer des Falken
- 1989: Tam Tam oder Wohin die Reise geht
- 1992: Sechs Richtige
- 1992: Sterne des Südens
- 1992: Wunderjahre
- 1992: Unsichtbare Tage oder Die Legende von den weißen Krokodilen
- 1993: Adelheid und ihre Mörder
- 1994: Karakum
- 1996: Rattatui
- 1997: Tanja (Fernsehserie)
- 1998: Lost ships
- 2001: Offroad TV – Straße ins Paradies
- 2001: Tatort – Bienzle und der heimliche Zeuge
- 2002: Tatort – Bienzle und der süße Tod
- 2004: Klara
- 2004: Tatort – Bienzle und der Feuerteufel
- 2006: Tatort – Bienzle und der Tod in der Markthalle
- 2007: Shanghai Baby
- 2007: Rückkehr der Störche (Návrat bocianov)
- 2007: Erdbeereis mit Liebe
- 2008: Paul und Baatar
- 2008: Dornröschen
- 2009: Klick ins Herz
- 2009: Laible und Frisch
- 2013: Die Männer der Emden
- 2015: Rettet Raffi!
- 2016: Ghostland – Reise ins Land der Geister